# Ronde van Lombardije 1912
De Ronde van Lombardije 1912 was de 8e editie van deze eendaagse Italiaanse wielerwedstrijd, en werd verreden op zondag 27 oktober 1912. Het parcours leidde van Milaan naar Milaan en ging over een afstand van 235 kilometer. De wedstrijd werd gewonnen door Carlo Oriani.

## Uitslag
| Ronde van Lombardije 1912 |                     |                |           |
| Plaats                    | Naam                | Ploeg          | Tijd      |
| Winnaar                   | Carlo Oriani        | Stucchi        | 7u30'30"  |
| 2                         | Enrico Verde        | Maino          | z.t.      |
| 3                         | Maurice Brocco      |                | z.t.      |
| 4                         | Leopoldo Torricelli | Maino          | z.t.      |
| 5                         | Ugo Agostoni        | Peugeot-Wolber | z.t.      |
| 6                         | Vincenzo Borgarello |                | + 1' 10"  |
| 7                         | Pierino Albini      |                | + 2' 19"  |
| 8                         | Clemente Canepari   | Legnano        | z.t.      |
| 9                         | Costante Girardengo | Maino          | + 18' 53" |
| 10                        | Camillo Bertarelli  | Atala          | z.t.      |

1905 · 1906 · 1907 · 1908 · 1909 · 1910 · 1911 · 1912 · 1913 · 1914 · 1915 · 1916 · 1917 · 1918 · 1919 · 1920 · 1921 · 1922 · 1923 · 1924 · 1925 · 1926 · 1927 · 1928 · 1929 · 1930 · 1931 · 1932 · 1933 · 1934 · 1935 · 1936 · 1937 · 1938 · 1939 · 1940 · 1941 · 1942 · 1943 · 1944 · 1945 · 1946 · 1947 · 1948 · 1949 · 1950 · 1951 · 1952 · 1953 · 1954 · 1955 · 1956 · 1957 · 1958 · 1959 · 1960 · 1961 · 1962 · 1963 · 1964 · 1965 · 1966 · 1967 · 1968 · 1969 · 1970 · 1971 · 1972 · 1973 · 1974 · 1975 · 1976 · 1977 · 1978 · 1979 · 1980 · 1981 · 1982 · 1983 · 1984 · 1985 · 1986 · 1987 · 1988 · 1989 · 1990 · 1991 · 1992 · 1993 · 1994 · 1995 · 1996 · 1997 · 1998 · 1999 · 2000 · 2001 · 2002 · 2003 · 2004 · 2005 · 2006 · 2007 · 2008 · 2009 · 2010 · 2011 · 2012 · 2013 · 2014 · 2015 · 2016 · 2017 · 2018 · 2019 · 2020 · 2021 · 2022 · 2023 · 2024 · 2025